# Parafia św. Mikołaja w Lille
Parafia św. Mikołaja – parafia prawosławna w Lille. Należy do dekanatu Beneluksu Arcybiskupstwa Zachodnioeuropejskich Parafii Tradycji Rosyjskiej Patriarchatu Moskiewskiego.
Parafia została utworzona w 1925 r. przez rosyjskich białych emigrantów. Początkowo korzystała ze świątyni Kościoła Reformowanego. Cerkiew parafialną zbudowano i poświęcono w 1936 r.
Nabożeństwa celebrowane są co tydzień w języku francuskim, według nowego stylu.
Proboszczem jest ks. Jean Maquart.